# Pikowanie tkanin

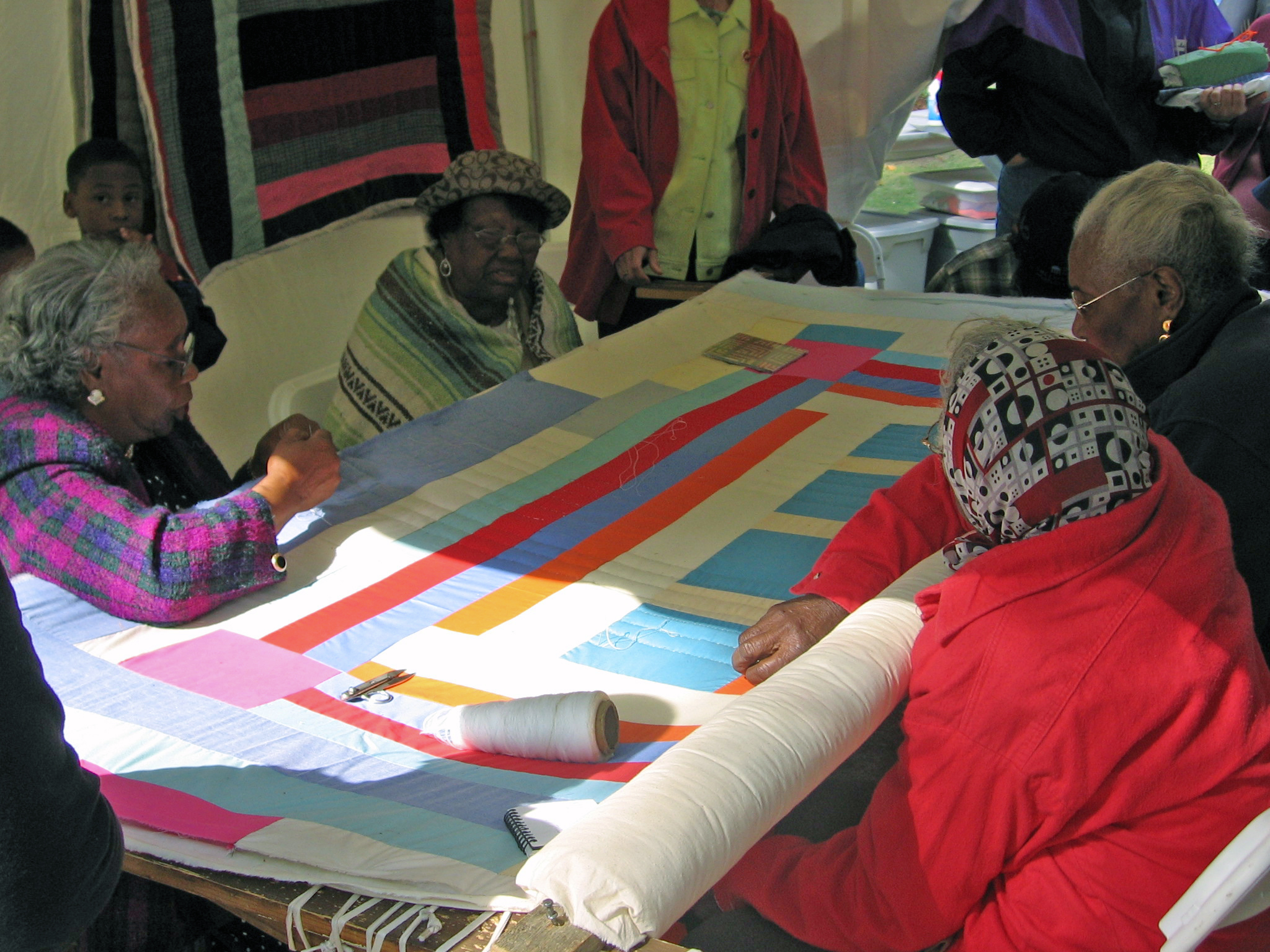
Pikowanie

Pikowanie (fr. piqué, czyli ukłucie) tkanin polega na zszywaniu dwóch tkanin, przedzielonych dla ocieplenia, miękką, grubą wełną, bawełną lub innym materiałem. Ma to głównie na celu równomierne rozłożenie materiału ocieplającego, daje też pewne możliwości dla artystycznego projektowania i wykonania tkaniny.